# 蔣正國
蔣正國（1966年—），海軍中將，海軍官校1988年班畢業（77年班[註1]）。現任副參謀總長，（113/1/1）（海軍），曾任海軍艦指部指揮官（112/1/1），海軍司令部參謀長、後勤參謀次長室次長、海軍官校校長、192艦隊艦隊長、海軍司令部人事軍務處長、永定軍艦、岳飛軍艦、基隆軍艦上校艦長等軍職。2015年7月1日晉升海軍少將（104/7/1） 、2020年7月1日晉升海軍中將（109/7/1）。2023年1月1日接任海軍艦指部指揮官（112/1/1）。2024年1月1日接任副參謀總長（113/1/1）。
於2017年擔任海軍敦睦遠航訓練支隊少將支隊長率艦隊出訪中華民國友邦（106年）。

## 荣誉

### 中华民国勋章奖章
- 四等雲麾勳章（2021年4月6日於臺北國防部參謀本部頒授[2]）